# Discografia de Of Monsters and Men
A discografia de Of Monsters and Men, banda islandesa de folk-pop, consiste em três álbuns de estúdio, um extended play, um álbum ao vivo, nove singles e três trilhas sonoras. A videografia relacionada da banda é formada por três videoclipes e dezoito lyric videos. A banda começou a ganhar reconhecimento após vencer a competição anual de bandas Músíktilraunir, em 2010, e em seu repertório interpreta, principalmente, elementos do folk, mas também abrange indie pop, indie folk, folk pop e folk rock.
Em fevereiro de 2011, o conjunto assinou um contrato de gravação com a Record Records e começou a gravação de seu primeiro álbum, My Head Is an Animal, que foi lançado em setembro do mesmo ano. O disco foi bem recebido pelos críticos e alcançou o topo da Parada de Álbuns da Irlanda, da ARIA Charts, da Billboard de álbuns alternativos e de rock e a sexta posição na Billboard 200, recebendo disco de platina pela ARIA e disco de platina duplo pela MC. O primeiro single foi "Little Talks", que alcançou a primeira colocação na Tónlist da Islândia, na IRMA, na Billboard do México, nas categorias Adult Alternative Songs e Alternative Songs da Billboard; o décimo segundo lugar na UK Singles Chart; e o vigésimo lugar na Billboard Hot 100, recebendo disco de platina quíntuplo pela ARIA, disco de platina duplo pela RIANZ, disco de platina triplo pela RIAA e discos de platina pela BEA, pela MC, pela FIMI e pela SRIA. O terceiro single, "Mountain Sound", alcançou a primeira colocação no Canada: Alternative Rock e na categoria Adult Alternative Songs da Billboard. A canção recebeu um disco de platina pela ARIA.
Em 9 junho de 2015, a banda lançou seu segundo álbum de estúdio, Beneath the Skin, que alcançou a 4ª posição na ARIA Charts, a 8ª na IRMA, a 10ª na Media Control Charts, na Recorded Music NZ e na UK Albums Chart e a 17ª na MegaCharts. O primeiro single, "Crystals", alcançou o número um na Lagalistinn e ficou em 94º lugar na ARIA Charts e 86º lugar na Canadian Hot 100. Os outros quatro singles do álbum, "I of the Storm", "Empire", "Hunger" e "Human", ainda não entraram em nenhuma tabela.

## Álbuns

### Álbuns de estúdio
| Detalhes | Melhores posições atingidas | Melhores posições atingidas | Melhores posições atingidas | Melhores posições atingidas | Melhores posições atingidas | Melhores posições atingidas | Melhores posições atingidas | Melhores posições atingidas | Melhores posições atingidas | Melhores posições atingidas | Melhores posições atingidas | Melhores posições atingidas | Vendas                                 | Certificações                                                           |
| Detalhes | ALE                         | AUS                         | CAN                         | EUA                         | BEL                         | IRL                         | NOR                         | NZ                          | PB                          | RU                          | SUE                         | SUI                         | Vendas                                 | Certificações                                                           |
| --- | --------------------------- | --------------------------- | --------------------------- | --------------------------- | --------------------------- | --------------------------- | --------------------------- | --------------------------- | --------------------------- | --------------------------- | --------------------------- | --------------------------- | -------------------------------------- | ----------------------------------------------------------------------- |
| My Head Is an Animal - Lançamento: 20 de setembro de 2011 - Gravadora: Record Records, Republic Records - Formatos: CD, download digital, vinil | 4                           | 1                           | 4                           | 6                           | 14                          | 1                           | 31                          | 4                           | 5                           | 3                           | 43                          | 29                          | - : 3.000.000 - : 1.100.000 - : 30.000 | - AUS: Platina - CAN: 2× Platina - DEU: Ouro - IRL: Ouro - EUA: Platina |
| Beneath the Skin - Lançamento: 9 de junho de 2015 - Gravadora: Republic Records - Formatos: CD, download digital                                | 10                          | 4                           | 1                           | 3                           | 23                          | 8                           | 40                          | 10                          | 17                          | 10                          | —                           | 6                           |                                        | - CAN: Ouro                                                             |
| Fever Dream - Lançamento: 26 de julho de 2019 - Gravadora: Republic Records - Formatos: CD, download digital                                    | 29                          | 21                          | 2                           | 9                           | 81                          | —                           | —                           | —                           | —                           | 15                          | —                           | 13                          |                                        |                                                                         |

### Extended plays(EP)
| Detalhes                                                                                              | Melhores posições atingidas | Melhores posições atingidas | Melhores posições atingidas | Melhores posições atingidas |
| Detalhes                                                                                              | EUA                         | FRA                         | IRL                         | RU                          |
| --- | --------------------------- | --------------------------- | --------------------------- | --------------------------- |
| Into the Woods - Lançamento: 20 de dezembro de 2011 - Gravadora: Records - Formatos: download digital | 108                         | —                           | —                           | —                           |
| "—" indica uma obra que não entrou na tabela musical correspondente.                                  |                             |                             |                             |                             |

### Álbuns ao vivo
| Detalhes | Melhores posições atingidas | Melhores posições atingidas | Melhores posições atingidas | Melhores posições atingidas |
| Detalhes | EUA                         | FRA                         | IRL                         | RU                          |
| --- | --------------------------- | --------------------------- | --------------------------- | --------------------------- |
| Live from Vatnagarðar - Lançamento: 10 de dezembro de 2013 - Gravadora: Republic Records - Formatos: CD, download digital | 1                           | —                           | —                           | —                           |
| "—" indica uma obra que não entrou na tabela musical correspondente.                                                      |                             |                             |                             |                             |

## Singles
| Ano  | Canção                                                               | Melhores posições atingidas | Melhores posições atingidas | Melhores posições atingidas | Melhores posições atingidas | Melhores posições atingidas | Melhores posições atingidas | Melhores posições atingidas | Melhores posições atingidas | Melhores posições atingidas | Melhores posições atingidas | Melhores posições atingidas | Melhores posições atingidas | Melhores posições atingidas | Certificações | Álbum                |
| Ano  | Canção                                                               | ALE                         | AUS                         | CAN                         | EUA                         | FRA                         | IRL                         | NOR                         | NZ                          | PB                          | RU                          | SUE                         | SUI                         | ISL                         | Certificações | Álbum                |
| ---- | -------------------------------------------------------------------- | --------------------------- | --------------------------- | --------------------------- | --------------------------- | --------------------------- | --------------------------- | --------------------------- | --------------------------- | --------------------------- | --------------------------- | --------------------------- | --------------------------- | --------------------------- | --- | -------------------- |
| 2011 | "Little Talks"                                                       | 13                          | 7                           | 55                          | 20                          | 29                          | 1                           | —                           | 4                           | 18                          | 12                          | 21                          | 24                          | 1                           | - AUS: 5× Platina - AUT: Ouro - BEL: Platina - ALE: 3× Ouro - ITA: Platina - NZ: 2× Platina - SUE: Platina - SUI: Ouro - EUA: 3× Platina | My Head Is an Animal |
| 2011 | "Dirty Paws"                                                         | —                           | —                           | —                           | —                           | —                           | —                           | —                           | 35                          | —                           | —                           | —                           | 75                          | 10                          | | My Head Is an Animal |
| 2012 | "Mountain Sound"                                                     | —                           | 29                          | 69                          | 103                         | —                           | 28                          | —                           | 22                          | —                           | 66                          | —                           | —                           | —                           | - AUS: Platina - EUA: Platina | My Head Is an Animal |
| 2012 | "King and Lionheart"                                                 | —                           | —                           | —                           | —                           | —                           | —                           | —                           | —                           | —                           | —                           | —                           | —                           | 1                           | | My Head Is an Animal |
| 2015 | "Crystals"                                                           | —                           | —                           | 84                          | —                           | —                           | —                           | —                           | —                           | —                           | —                           | —                           | —                           | 1                           | | Beneath the Skin     |
| 2015 | "Empire"                                                             | —                           | —                           | —                           | —                           | —                           | —                           | —                           | —                           | —                           | —                           | —                           | —                           | —                           | | Beneath the Skin     |
| 2015 | "Wolves Without Teeth"                                               | —                           | —                           | —                           | —                           | —                           | —                           | —                           | —                           | —                           | —                           | —                           | —                           | —                           | | Beneath the Skin     |
| 2015 | "—" indica uma obra que não entrou na tabela musical correspondente. |                             |                             |                             |                             |                             |                             |                             |                             |                             |                             |                             |                             |                             | |                      |

## Bandas sonoras
| Obra          | Detalhes da obra |
| ------------- | --- |
| "Silhouettes" | - Lançamento: Novembro de 2013 - Gravadora(s): Republic Records, Mercury Records - Formato(s): CD, download digital - Álbum: The Hunger Games: Catching Fire – Original Motion Picture Soundtrack |
| "Sinking Man" | - Lançamento: Março de 2013 - Gravadora(s): Universal Music Group - Formato(s): CD, download digital - Álbum: The Walking Dead: AMC Original Soundtrack, Vol. 1                                   |

## Videografia

### Vídeos musicais
| Ano  | Canção                 | Diretor                       |
| ---- | ---------------------- | ----------------------------- |
| 2011 | "Little Talks"         | Mihai Wilson                  |
| 2012 | "Mountain Sound"       | Illusion                      |
| 2012 | "King and Lionheart"   | Mihai Wilson e Marcella Moser |
| 2015 | "Crystals"             | Arni and Kinski               |
| 2015 | "Empire"               | Tabitha Denholm               |
| 2015 | "Wolves Without Teeth" | Magnús Leifsson               |

### Lyric videos
| Ano  | Canção                 | Diretor                       |
| ---- | ---------------------- | ----------------------------- |
| 2014 | "Dirty Paws"           | WeWereMonkeys                 |
| 2014 | "King and Lionheart"   | WeWereMonkeys                 |
| 2014 | "Numb Bears"           | WeWereMonkeys                 |
| 2014 | "Mountain Sound"       | WeWereMonkeys                 |
| 2014 | "Slow and Steady"      | WeWereMonkeys                 |
| 2014 | "From Finner"          | WeWereMonkeys                 |
| 2014 | "Little Talks"         | WeWereMonkeys                 |
| 2014 | "Six Weeks"            | WeWereMonkeys                 |
| 2014 | "Love Love Love"       | WeWereMonkeys                 |
| 2014 | "Your Bones"           | WeWereMonkeys                 |
| 2014 | "Sloom"                | WeWereMonkeys                 |
| 2014 | "Lakehouse"            | WeWereMonkeys                 |
| 2014 | "Yellow Light"         | WeWereMonkeys                 |
| 2014 | "Sinking Man"          | WeWereMonkeys                 |
| 2015 | "Crystals"             | Addi Atlondres, Freyr Arnason |
| 2015 | "I of the Storm"       | Addi Atlondres, Freyr Arnason |
| 2015 | "Empire"               | Addi Atlondres, Freyr Arnason |
| 2015 | "Hunger"               | Addi Atlondres, Freyr Arnason |
| 2015 | "Human"                | Addi Atlondres, Freyr Arnason |
| 2015 | "Organs"               | Addi Atlondres                |
| 2015 | "Thousand Eyes"        | Addi Atlondres                |
| 2015 | "Wolves Without Teeth" | Freyr Eyjólfsson              |